# جایزه بزرگ بلژیک ۱۹۷۰
جایزه بزرگ بلژیک ۱۹۷۰ (انگلیسی: ‎1970 Belgian Grand Prix‎) یک مسابقهٔ موتوری در رشتهٔ اتومبیل‌رانی فرمول یک بود که در تاریخ ۷ ژوئن ۱۹۷۰ در اسپا-فرانکورشان واقع در اسپا، بلژیک برگزار شد. این گراند پری در میان ۱۳ گراند پری در فصل ۱۹۷۰، مسابقهٔ شمارهٔ ۴ بود.
در این مسابقه که در ۲۸ دور و به مسافت ۳۹۴٫۸۰۰ کیلومتر (۲۴۵٫۳۱۷ مایل) برگزار شد، پول پوزیشن توسط جکی استوارت کسب شد و سریع‌ترین زمان برای طی یک دور پیست که برابر با ۳:۲۷٫۴ بود نیز توسط کریس ایمون به ثبت رسید.
پدرو رودریگز از تیم بی‌آرام، کریس ایمون از تیم مارچ-فورد و ژان-پیر بلتویز از تیم ماترا به‌ترتیب مقام‌های اول تا سوم مسابقه را کسب کردند.

## رده‌بندی قهرمانی پس از مسابقه
|       | جایگاه | راننده       | امتیاز |
| ----- | ------ | ------------ | ------ |
|       | ۱      | جک برابام    | ۱۵     |
|       | ۲      | جکی استوارت  | ۱۳     |
| ۹     | ۳      | پدرو رودریگز | ۱۰     |
| ۱     | ۴      | جوهن رایندت  | ۹      |
| ۱     | ۵      | دنی هیولم    | ۹      |
| منبع: |        |              |        |

|       | جایگاه | سازنده      | امتیاز |
| ----- | ------ | ----------- | ------ |
| ۳     | ۱      | مارچ-فورد   | ۱۹     |
| ۱     | ۲      | برابام-فورد | ۱۷     |
| ۱     | ۳      | مک‌لارن-فورد | ۱۵     |
| ۱     | ۴      | لوتوس-فورد  | ۱۴     |
|       | ۵      | ماترا       | ۱۱     |
| منبع: |        |             |        |

یادداشت
- تنها پنج جایگاه نخست از هر رده‌بندی نمایش داده شده‌است.